# Ethelbert Ridge
Ethelbert Ridge är en bergstopp i Antarktis. Den ligger i Västantarktis. Argentina, Chile och Storbritannien gör anspråk på området. Toppen på Ethelbert Ridge är 326 meter över havet.
Terrängen runt Ethelbert Ridge är varierad. Trakten är obefolkad. Det finns inga samhällen i närheten.